# ۱-فنیل‌اتیل‌آمین
۱-فنیل‌اتیل‌آمین (به انگلیسی: 1-Phenylethylamine) با فرمول شیمیایی C۶H۵CH(CH۳)NH۲ یک ترکیب شیمیایی است. که جرم مولی آن ۱۲۱٫۱۸ g/mol می‌باشد.
فنیل اتیل آمین ماده ای شیمیایی طبیعی شبیه آمفتامین و دوپامین است که تجربه عشق را برای ما فراهم می کند.
چیزی که توصیف عشق را مشکل می کند تلنگرهای اولیه آن در قشر جلوی مغزاست که انسان را قادر می سازد لذت بودن با شخصی خاص را ، حتی اگر تا آن زمان بک بار بیشتر او را ملاقات نکرده باشد ، برای خود پیش بینی کند. اگر این تلنگرها به اندازه کافی قوی باشند به آن ((حافظه آینده)) گویند که درگیر پاسخ به جنگ و گریزهای قدیمی قسمت جلوی مغز و مسئول رفتارهای ناخواسته ای چون لکنت زبان، یاشی،لودگی و خنده های بلند به لطیفه های دیگران خواهد بود.اندورفینها که ساختاری شبیه به مرفین دارند بیشتر به ماده ای که می تواند در انسان احساس خوشی و شعف ایجاد کند شناخته شده اند. این مواد به عشاق ، آرامش مشابهی می بخشد ولی نه در همان لحظات اول. اندورفینها در مراحل اولیه جذب با تحریک تک یاخته های خاصی در مغز میانی به شکل کاتالیزگر عمل کرده و آمفتامین های طبیعی قوی یعنی دوپامین و فنیل اتیل آمین را تحریک می کنند .آنها با فرمانهای خود در مغز 
فکر و خیال ها را طراحی می کنند.